# ویتوریو گاسمن
ویتوریو گاسمن (به ایتالیایی: Vittorio Gassmann) (۱ سپتامبر ۱۹۲۲–۲۹ ژوئن ۲۰۰۰) کارگردان و بازیگر تئاتر و سینمای ایتالیایی است. وی را یکی از بزرگ‌ترین بازیگران ایتالیا برمی‌شمرند. معمولاً وی را به عنوان بازیگری حرفه‌ای، با استعداد و منتقدی جذاب می‌شناسند.
وی در شهر جنوا در ایتالیا زاده شد. پدرش آلمانی و مادرش یک یهودی اهل شهر پیزا، ایتالیا بود.
در سال ۱۹۷۵ برای بازی در فیلم بوی خوش زن به کارگردانی دینو ریزی برنده جایزه بهترین بازیگر مرد از جشنواره فیلم کن شد.
از جمله فیلم‌های او می‌توان به صحرای تاتارها اشاره نمود.

## درگذشت
این بازیگر شهیر در ۲۹ ژوئن ۲۰۰۰ در سن ۷۷ سالگی بر اثر حملهٔ قلبی در خانه‌اش واقع در شهر رم درگذشت.

## بخشی از فیلم‌شناسی
ویتوریو گاسمن در طول بیش از نیم قرن فعالیت هنری در بیشتر از یکصد فیلم بازی کرد.
- برنج تلخ (۱۹۴۸)
- شاهین نیل (۱۹۵۰)
- تبهکاران (۱۹۵۰)
- آنا (۱۹۵۱)
- رؤیای زورو (۱۹۵۲)
- سمبررو (۱۹۵۳)
- راپسودی (۱۹۵۴)
- جنگ و صلح (۱۹۵۶)
- طوفان (۱۹۵۸)
- آدم‌های ناشناس (۱۹۵۸)
- جنگ بزرگ (۱۹۵۹)
- معجزه (۱۹۵۹)
- باراباس (۱۹۶۱)
- آخرین داوری (۱۹۶۱)
- سبقت (۱۹۶۲)
- زمان سخت شاهزادگان (۱۹۶۴)
- بیا درباره زن‌ها حرف بزنیم (۱۹۶۴)
- اسکی مارپیچ (۱۹۶۵)
- بازی کثیف (۱۹۶۵)
- دوشیزه‌ای برای شاهزاده (۱۹۶۶)
- شیطان عاشق (۱۹۶۶)
- زن ضربدر هفت (۱۹۶۷)
- ارواح – به سبک ایتالیایی (۱۹۶۸)
- فرشته مقرب (۱۹۶۹)
- طلاق (۱۹۷۰)
- اعتراض عمومی (۱۹۷۰)
- بوی خوش زن (۱۹۷۴)
- شب بخیر، آقایان و خانم‌ها (۱۹۷۶)
- صحرای تاتارها (۱۹۷۶)
- یک عروسی (۱۹۷۸)
- پدر عزیز (۱۹۷۹)
- کوئینتت (۱۹۷۹)
- تراس (۱۹۸۰)
- به نوبت (۱۹۸۱)
- طوفان (۱۹۸۲)
- خانواده (۱۹۸۷)
- ۱۰۰۱ شب (۱۹۹۰)
- روسینی! روسینی! (۱۹۹۱)
- خفتگان (۱۹۹۶)
- شام (۱۹۹۸)
- لوکینو ویسکونتی (۱۹۹۹)